# Mundialito de Clubes de Fútbol Playa de 2017
El Mundialito de Clubes de Fútbol Playa 2017 fue la V edición del torneo. Se disputó en São Paulo, Brasil, del 14 al 17 de diciembre. El equipo ruso Lokomotiv Moscú se proclamó campeón del torneo por segunda vez en la historia del evento.

## Equipos participantes
En cursiva, los equipos debutantes.
| Equipos participantes | Equipos participantes | Equipos participantes | Equipos participantes |
| --------------------- | --------------------- | --------------------- | --------------------- |
| Botafogo              | Corinthians           | Flamengo              | Levante               |
| Lokomotiv Moscú       | Rosario Central       | Pars Jonoubi          | Sporting de Lisboa    |

## Resultados

### Primera fase

#### Grupo A
| Equipo             | Pts. | PJ | PG | PG+ | PP | GF | GC | Dif. |
| ------------------ | ---- | -- | -- | --- | -- | -- | -- | ---- |
| Lokomotiv Moscú    | 9    | 3  | 3  | 0   | 0  | 20 | 6  | +14  |
| Corinthians        | 6    | 3  | 2  | 0   | 1  | 10 | 10 | 0    |
| Botafogo           | 3    | 3  | 1  | 0   | 2  | 11 | 16 | -5   |
| Sporting de Lisboa | 3    | 3  | 0  | 0   | 3  | 6  | 15 | -9   |

| Fecha                   | Lugar     |                 |                   | Resultado |                     |                    |
| ----------------------- | --------- | --------------- | ----------------- | --------- | ------------------- | ------------------ |
| 14 de diciembre de 2017 | São Paulo | Lokomotiv Moscú | Bandera de Rusia  | 6:1       | Bandera de Portugal | Sporting de Lisboa |
| 14 de diciembre de 2017 | São Paulo | Corinthians     | Bandera de Brasil | 4:3       | Bandera de Brasil   | Botafogo           |
| 15 de diciembre de 2017 | São Paulo | Botafogo        | Bandera de Brasil | 2:9       | Bandera de Rusia    | Lokomotiv Moscú    |
| 15 de diciembre de 2017 | São Paulo | Corinthians     | Bandera de Brasil | 3:2       | Bandera de Portugal | Sporting de Lisboa |
| 16 de diciembre de 2017 | São Paulo | Corinthians     | Bandera de Brasil | 3:5       | Bandera de Rusia    | Lokomotiv Moscú    |
| 16 de diciembre de 2017 | São Paulo | Botafogo        | Bandera de Brasil | 6:3       | Bandera de Portugal | Sporting de Lisboa |

#### Grupo B
| Equipo          | Pts. | PJ | PG | PG+ | PP | GF | GC | Dif. |
| --------------- | ---- | -- | -- | --- | -- | -- | -- | ---- |
| Pars Jonoubi    | 6    | 3  | 2  | 0   | 1  | 20 | 15 | +5   |
| Flamengo        | 6    | 3  | 2  | 0   | 1  | 16 | 9  | +7   |
| Levante         | 6    | 3  | 2  | 0   | 1  | 13 | 13 | 0    |
| Rosario Central | 0    | 3  | 0  | 0   | 3  | 5  | 17 | -12  |

| Fecha                   | Lugar     |                 |                      | Resultado |                      |                 |
| ----------------------- | --------- | --------------- | -------------------- | --------- | -------------------- | --------------- |
| 14 de diciembre de 2017 | São Paulo | Flamengo        | Bandera de Brasil    | 6:0       | Bandera de Argentina | Rosario Central |
| 14 de diciembre de 2017 | São Paulo | Levante         | Bandera de España    | 7:6       | Bandera de Irán      | Pars Jonoubi    |
| 15 de diciembre de 2017 | São Paulo | Flamengo        | Bandera de Brasil    | 6:3       | Bandera de España    | Levante         |
| 15 de diciembre de 2017 | São Paulo | Rosario Central | Bandera de Argentina | 4:8       | Bandera de Irán      | Pars Jonoubi    |
| 16 de diciembre de 2017 | São Paulo | Flamengo        | Bandera de Brasil    | 4:6       | Bandera de Irán      | Pars Jonoubi    |
| 16 de diciembre de 2017 | São Paulo | Rosario Central | Bandera de Argentina | 1:3       | Bandera de España    | Levante         |

### Segunda fase

#### Disputa de 7º lugar
| 17 de diciembre de 2017 | Sporting de Lisboa                   | 4-5     | Rosario Central                                                       |  |  |
| 8:30                    | Duarte 12', 24' · J. Santos 19', 22' | Reporte | Jaimes 5' (pen.) · Agustini 14', 34' (pen.) · Quinta 18' · Donato 29' |  |  |

#### Disputa de 5º lugar
| 17 de diciembre de 2017 | Botafogo                                   | 4-4 (1-3 p.)               | Levante                                          |  |  |
| 9:45                    | Calmon 3' · Igor 22', 24' (pen.) · Gil 29' | Reporte                    | J. Torres 3', 15' · Mayor 26' · Pérez 31' (pen.) |  |  |
|                         |                                            | Tiros desde el punto penal |                                                  |  |  |
|                         | Igor · Gil                                 |                            | Mayor · Adrian Frutos · Perez                    |  |  |

#### Disputa de 3º lugar
| 17 de diciembre de 2017 | Corinthians                       | 3-2     | Flamengo                   |  |  |
| 11:15                   | Shishin 10' · Paporotnyi 18', 25' | Reporte | Portela 15' · Anderson 19' |  |  |

#### Final
| 17 de diciembre de 2017 | Lokomotiv Moscú                                                   | 5-4     | Pars Jonoubi                                          |  |  |
| 12:30                   | Makarov 1' · Shkarin 7' · Stankovic 10' · Ozu 17' · Nikonorov 19' | Reporte | Mirshekari 16' · Kiani 17' · Akbari 18' · Mesigar 28' |  |  |

| Bandera de Rusia                  |
| Campeón Lokomotiv Moscú 2° título |

## Goleadores
| 7 goles - Igor Rangel ( Botafogo) | 6 goles - Benjamin Jr. ( Flamengo) - Artur Paporotnyi ( Corinthians) | 5 goles - Farid Boulokbashi ( Pars Jonoubi) - Nelito ( Lokomotiv Moscú) - Boris Nikonorov ( Lokomotiv Moscú) | 4 goles - Pablo Perez ( Levante) - Angelo Agustini ( Rosario Central) - Mostafa Kiani ( Pars Jonoubi) - Dejan Stankovic ( Lokomotiv Moscú) |

## Clasificación final
| Pos. | Equipo             | Resultado           |
| ---- | ------------------ | ------------------- |
| 1    | Lokomotiv Moscú    | Campeón (2º título) |
| 2    | Pars Jonoubi       | Subcampeón          |
| 3    | Corinthians        | 3º lugar            |
| 4    | Flamengo           |                     |
| 5    | Levante            |                     |
| 6    | Botafogo           |                     |
| 7    | Rosario Central    |                     |
| 8    | Sporting de Lisboa |                     |